# 1798년 미국 하원의원 선거
경제발전시기, 존 애덤스 대통령은 인기가 남아있었고, 연방당은 3석을 더 얻게 된다

## 선거 결과
| 정당       | 의석 수 |
| ---------- | ------- |
| 연방당     | 60석    |
| 민주공화당 | 46석    |
| 합계       | 106석   |